# Ernest Muçi
Ernest Muçi est un footballeur international albanais né le 19 mars 2001 à Tirana. Il évolue au poste d'attaquant au Beşiktaş JK.

## Biographie

### En club
Formé au KF Tirana, il fait ses débuts en deuxième division le 28 janvier 2018, contre le Shkumbini Peqin en entrant à la 56e minute. Il marque son premier but le 3 mars 2018, lors d'une victoire (4-1) contre le KF Shënkolli.
Il fait ses débuts en première division avec les pros le 2 septembre 2018, lors d'une défaite à l'extérieur contre le FK Kukës, en entrant à la pause à la place de Yunus Sentamu. Il inscrit l'unique but de son équipe lors de ce match à la 61e minute.
Le 23 février 2021, il s'engage avec le Legia Varsovie.

### En sélection
Il est retenu dans la liste des 26 joueurs albanais du sélectionneur Sylvinho pour participer à l'Euro 2024.

## Palmarès
KF Tirana
- Championnat d'Albanie (1) : 
  - Champion : 2019-2020

- Championnat d'Albanie de deuxième division (1) : 
  - Champion : 2017-2018.